# Elecciones parlamentarias de Venezuela de 2000
Las elecciones parlamentarias de Venezuela del 2000 fueron celebradas el domingo 30 de julio del 2000 para elegir a los diputados de la nueva Asamblea Nacional para su I Legislatura, en el marco del sexenio provisional 2000-2006, debiendo suceder a la Comisión legislativa nacional, órgano parlamentario interino instalado tras la disolución del Congreso de la República el pasado 28 de marzo por parte de la Asamblea nacional constituyente, a fin de renovar el poder legislativo de un modelo bicameral hacia un modelo unicameral, según los estándares acordado en los artículos de la nueva constitución, promulgada el pasado 15 de diciembre de 1999.
En estos comicios el partido socialista Movimiento V República, oficialista al gobierno del presidente Hugo Chávez, obtuvo la mayoría absoluta de escaños según los resultados escrutados (99 diputados), rompiendo por primera vez desde el retorno a la democracia en 1958 la hegemonía de los partidos tradicionales venezolanos presentes, tanto los del pacto de puntofijo, (Acción Democrática, COPEI y URD) como los de la izquierda tradicional (PCV, LCR y MAS)  los cuales conservaban el control del parlamento desde 1947, habiendo excepciones en respecto a su mayoría, ya fuera absoluta, simple o calificada, hasta que finalmente, en estos comicios, perdieron gran parte de su influencia.
Fueron las primeras elecciones parlamentarias celebradas para elegir a la Asamblea nacional, las primeras para elegir un parlamento unicameral en la historia venezolana, y las primeras llevadas a cabo bajo la Constitución de 1999.

## Resultados

### Por partido político
Resultados de votación bajo la modalidad de listas. En el total se incluyen también los escaños obtenidos por cada partido bajo la modalidad nominal.
| Movimiento Quinta República      | 1 977 992 | 44,38 | 92  |
| Acción Democrática               | 718 148   | 16,11 | 33  |
| Proyecto Venezuela               | 309 168   | 6,94  | 6   |
| Copei                            | 227 349   | 5,10  | 6   |
| Movimiento al Socialismo         | 224 170   | 5,03  | 6   |
| La Causa Radical                 | 196 787   | 4,41  | 3   |
| Primero Justicia                 | 109 900   | 2,47  | 5   |
| Patria Para Todos                | 101 246   | 2,27  | 1   |
| Un Nuevo Tiempo                  | 78 109    | 1,75  | 3   |
| Convergencia1                    | 47 620    | 1,07  | 4   |
| MIGATO                           | 21 044    | 0,47  | 1   |
| PUAMA                            | 1837      | 0,04  | 1   |
| MDA                              | 687       | 0,02  | 1   |
| CONIVE (Representación indígena) | -         | -     | 3   |
| Partidos sin representación      | 443 239   | 10,94 | 0   |
| Votos válidos                    | 4 457 296 | 100   | 165 |
| Votos nulos                      | 2 101 850 | –     | –   |
| Total de votos emitidos          | 6 559 146 | 100   |     |
| Fuente: CNE.                     |           |       |     |

Notas: 1 Convergencia incluye los diputados de Lo Alcanzado por Yaracuy (LAPY), partido que presentó candidatos bajo la modalidad nominal.

### Por entidad federal
Fuente: Analítica 

## Detalles
Muchos de los partidos más pequeños lanzaron listas conjuntas con los partidos mayores, así por ejemplo La Causa Radical obtuvo 3 diputados. Además muchos partidos sufrieron cismas en medio de la legislatura así del partido MAS se separó un grupo que fundó una nueva agrupación denominada Podemos, conformado por 9 parlamentarios ex-MAS, AD debido a los tránsfuga redujo sus diputados en la legislatura de 33 a 23 la diputada Liliana Hernández elegida por AD, se pasó al partido Alianza Bravo Pueblo (conformado por disidentes de AD), y en plena legislatura se volvió a cambiar de partido al ingresar en Primero Justicia.
Aquí el listado de la conformación y agrupación de partidos al final de la legislatura, muy diferente a la elección inicial:
- Bloque Parlamentario del Cambio (partidos pro-Hugo Chávez): con 86 diputados.
- Bloque por la Autonomía Parlamentaria (partidos opositores): con 79 diputados.